# 横浜市立樽町中学校
横浜市立樽町中学校（よこはましりつ たるまちちゅうがっこう）は、神奈川県横浜市港北区樽町4丁目にある市立中学校。一般には樽中（たるちゅう）と略称される。

## 概要
樽町の住宅街に位置する横浜市立中学校である。横浜市立大綱中学校より分離独立した。学区は母体となった大綱中学校や、横浜市立日吉台中学校などと隣り合う。日吉台中学校同様、学区内で相次ぐマンション建設により、生徒数は増加傾向にある。

### 生徒数
令和4年4月6日現在。
| 学年 | 学級数 | 生徒数 |
| ---- | ------ | ------ |
| 1年  | 7      | 286    |
| 2年  | 8      | 303    |
| 3年  | 8      | 309    |
| 合計 | 23     | 898    |

## 沿革

### 学校のあゆみ[2]
- 1974年（昭和49年）- オイルショックの影響で校舎の完成が遅れ、大綱中学校内で開校（7月に新校舎に移転）。
- 1975年（昭和50年）- 第2期工事（鉄筋4階11教室・体育館・金木工室・通路引き継ぎ）完了。正門・通用門完成。
- 1976年（昭和51年）- プール完成。
- 1977年（昭和52年）- 防球ネット完成。中庭・校舎周囲緑化工事完了。
- 1978年（昭和53年）- 飼育・観察池完成。
- 1984年（昭和59年）- 校地整備工事完了。
- 1987年（昭和62年）- 視聴覚室・第二音楽室完成。
- 1989年（平成元年）- 新理科室・新調理室完成。
- 1991年（平成2年）- 新焼窯庫完成。
- 1993年（平成4年）- 未設部分の防球ネット完成。第2理科室完成。

### 歴代校長[2]
| 代数   | 氏名       | 着任          |
| ------ | ---------- | ------------- |
| 初代   | 安西幹雄   | 1974(S49).4.1 |
| 二代   | 堤穣       | 1976(S51).9.6 |
| 三代   | 松本竹雄   | 1979(S54).4.3 |
| 四代   | 小島清治   | 1981(S56).9.1 |
| 五代   | 今村誉子   | 1984(S59).4.1 |
| 六代   | 小幡忠明   | 1988(S63).4.5 |
| 七代   | 河本冏文   | 1990(H2)4.5   |
| 八代   | 柿田健一郎 | 1995(H7)4.1   |
| 九代   | 泉妻輝夫   | 1997(H9)4.1   |
| 十代   | 佐々木憲二 | 1999(H13)4.1  |
| 十一代 | 福田俊夫   | 2001(H15)4.1  |
|        |            |               |
| 十三代 | 川松恭治   | 2006(H20)4.1  |
|        |            |               |
| 十五代 | 村上博史   | 2013(H25)4.1  |
| 十六代 | 岡田光則   | 2018(H30)4.1  |
| 十七代 | 八木範夫   | 2021(R3)4.1   |

## 学校教育目標
- 社会の基本的なモラルを身につけ、自立を目指すことのできる生徒を育てます。（知・徳・体）
- 豊かなかかわり合いをもつ社会を創り出すことのできる生徒を育てます。（徳・公）
- 多様な価値観を生かし、学び合うことのできる生徒を育てます。（知・徳・公・開）

## 校歌・校章

### 校歌
作詞:金子 保雄
作曲:小野 達治

### 校章
校章の図柄は菖蒲の花をかたどっており、紫の気品、五月のさわやかさ、端午の節句に飾られる子どもの成長への期待を表わしているほか、三弁の花びらは、知育・徳育・体育の教育の基本を表わしている。かつて樽町中学校の所在地付近では菖蒲が栽培され、現在も菖蒲園の名が地名として残っていることが由来である。

## 部活動

### 運動部
- 陸上競技部
- 野球部　1985年（昭和60年）全日本少年軟式野球大会出場
- サッカー部
- バスケットボール部
- 男子ソフトテニス部
- 女子ソフトテニス部
- 女子バレー部
- 卓球部
- 柔道部
- 水泳部
- 剣道部

### 文化部
- 吹奏楽部
- イラスト部
- 美術部
- 科学部
- 演劇部
- 情報機器研究部
- 将棋部
- 合唱部
- 英語部
- 和太鼓部

## 行事
- 1年遠足
- 2年自然教室
- 3年修学旅行
- 体育大会
- 合唱祭
横浜みなとみらいホールで行われる。
- 文化発表会

## 通学区域
- 横浜市立師岡小学校
- 横浜市立大曽根小学校
- 横浜市立綱島東小学校
- 横浜市立綱島小学校（一部学区）
- 横浜市立菊名小学校（一部学区）

## 主な進学先
進学先公立高等学校として、旧横浜東部学区に属する高校および東急東横線、横浜市営地下鉄沿線の高校が想定される。 《旧横浜東部学区》
- 神奈川県立岸根高等学校
- 神奈川県立港北高等学校
- 神奈川県立城郷高等学校
- 神奈川県立鶴見高等学校
- 神奈川県立鶴見総合高等学校
- 神奈川県立新羽高等学校
- 神奈川県立横浜翠嵐高等学校
- 横浜市立東高等学校

《地下鉄グリーンライン・ブルーライン沿線》(上記以外旧北部/東部学区域まで）
- 神奈川県立川和高等学校
- 神奈川県立新栄高等学校

《東急東横線沿線》（上記以外）
- 神奈川県立神奈川工業高等学校
- 神奈川県立神奈川総合高等学校
- 神奈川県立住吉高等学校
- 神奈川県立横浜平沼高等学校

## 交通
- 東急新横浜線新綱島駅もしくは東急東横線綱島駅から徒歩20～25分